# Джон Колиър (художник)
Вижте пояснителната страница за други личности с името Джон Колиър.
Джон Колиър (на английски: John Collier), наричан „Джак“ от семейството и приятели си, е британски писател и художник спадащ към групата на прерафаелитите. Колиър е един от най-известните портретни художници на своето време. Жени се два пъти и двата пъти за дъщери на Томас Хъксли.

## Литературни творби
- Учебник по изкуство (A Primer of Art, 1882)
- Наръчник по рисуване с маслени бои (A Manual of Oil Painting, 1886)
- Изкуството на рисуването на портрети (The Art of Portrait Painting, 1905)
- Религията на един художник (The religion of an artist, 1926)

- Избрани творби
- Лейди Годайва (Lady Godiva, 1898)
- Queen Guinevre's Maying (1900)
- Прислужничките на фараона (Pharaoh's Handmaidens, 1883)
- Лилит (Lilith, 1887)
- Последното пътуване на Хенри Хъдсън (Last Voyage Of Henry Hudson, 1881)